# 札幌大谷大学幼稚園
札幌大谷大学幼稚園（さっぽろおおたにだいがくようちえん）は、北海道札幌市東区北16条東8丁目2-1にある私立幼稚園。

## 沿革
- 1955年 - 札幌大谷中学校・高等学校幼稚園として設立。
- 1964年 - 札幌大谷短期大学幼稚園と改称。
- 2004年 - 札幌大谷幼稚園と改称。
- 2007年 - 札幌大谷大学幼稚園と改称。

## 系列校
- 札幌大谷大学
- 札幌大谷大学短期大学部
- 札幌大谷高等学校
- 札幌大谷中学校